# Messerschmitt Me 309
Pour les articles homonymes, voir Messerschmitt.
Le Messerschmitt Me 309 était un prototype d'avion de chasse allemand développé dans les premières années de la Seconde Guerre mondiale pour remplacer le Messerschmitt Bf 109. Bien qu'ayant apporté beaucoup d'innovations, les performances du Me 309 laissèrent à désirer et le projet fut abandonné en 1943 après seulement 4 prototypes en raison des nombreux problèmes rencontrés.
Le Me 309, modèle directement dérivé des Me 209 et Me 209-II, était l'un des nombreux projets visant à remplacer le vieillissant Bf 109.

## Conception et développement
Le projet Me 309 commence au début 1940, juste au moment des premiers affrontements du Messerschmitt Bf 109 durant la bataille d'Angleterre avec son premier concurrent allié sérieux : le Supermarine Spitfire. Le cahier des charges pour la Luftwaffe est simple : construire un avion de chasse pouvant surclasser tous les autres en vitesse, autonomie et puissance de feu, qu'ils soient amis ou ennemis...
Cependant en raison de nombreuses imperfections secondaires, le Reichsluftfahrtministerium (RLM) relégua au second plan le projet, préférant se concentrer sur des sujets (notamment le Me 262) plus prometteurs.
En théorie, ce nouveau chasseur semblait posséder toutes les qualités requises pour dominer le ciel : monoplan à aile basse avec une structure entièrement métallique, cabine pressurisée, train d'atterrissage en tricycle et radiateur ventral rétractable.

## Essais
Bien que sur plan, les performances semblaient plus que prometteuses, les essais en vol révélèrent les faiblesses du prototype. Les premiers tests ont été menés à la mi-1942, les performances sont satisfaisantes, notamment en vitesse (50 km/h plus rapide qu'un Bf 109G), mais pas exemplaires. 
4 prototypes ont été construits : 
- Me 309-v1 : (juillet 1942) Problème de train atterrissage et systèmes hydraulique.
- Me 309-v2 : (novembre 1942) La roue avant cède sous le poids de l'appareil et l'avion se brise.
- Me 309-v3 : Sert de base de tests pour l'équipement de bord du Me 262.
- Me 309-v4 : (juillet 1943) Abattu par la chasse alliée le jour de sa présentation au RLM.

À la lumière de ces problèmes répétitifs et du faible engouement du gouvernement, le projet fut stoppé en faveur du Focke-Wulf Fw 190D. La fin du IIIe Reich approchant, Messerschmitt, n'eut plus le temps de fabriquer une 5e version, préférant se consacrer à une modification de la cellule du Bf 109G.
Cependant une version spéciale du Me 309 avait déjà été mise au point sur plan : le Me 609. Il s'agissait de réunir 2 fuselages de Me 309, à l'instar du P-82 Twin Mustang (2x P-51), du Messerschmitt Me 409 (2x Me 209) ou encore du Bf 109Z (2x Bf 109G).